# Bras de Jacob
Pour les articles homonymes, voir Jacob (homonymie).
Le bras de Jacob est un affluent de la rivière du Moulin, coulant successivement dans la Saguenay, puis dans le territoire non organisé de Lac-Ministuk, dans la municipalité régionale de comté du Le Fjord-du-Saguenay, dans la région administrative du Saguenay–Lac-Saint-Jean, dans la province de Québec, au Canada. Le cours du bras de Jacob traverse la partie nord-ouest de la zec Mars-Moulin.
La partie supérieure de cette petite vallée est desservie par le chemin du Lac-du-Bois-Joli lequel passe sur la rive nord du lac Jacob. Quelques autres routes forestières secondaires desservent la vallée du bras de Jacob, surtout pour les besoins la foresterie et des activités récréotouristiques.
La foresterie constitue la principale activité économique de cette vallée ; les activités récréotouristiques, en second.
La surface du bras de Jacob est habituellement gelée du début de décembre à la fin mars, toutefois la circulation sécuritaire sur la glace se fait généralement de la mi-décembre à la mi-mars.

## Géographie
Les principaux bassins versants voisins du bras de Jacob sont :
- côté nord : lac Desgagné, lac des Côté, ruisseau du lac William, rivière du Moulin, rivière Chicoutimi, rivière Saguenay ;
- côté est : rivière du Moulin, bras des Mouches, la Petite Décharge, rivière à Mars ;
- côté sud : bras de Jacob Ouest, rivière du Moulin, bras Henriette, le Grand Lac, ruisseau Sec ;
- côté ouest : bras de Jacob Ouest, rivière Simoncouche, lac Simoncouche, lac Des Îlets, lac du Dépôt, rivière Cyriac, rivière Chicoutimi.

Le Bras de Jacob prend sa source à l’embouchure du lac Jacob (longueur : 0,9 km ; altitude : 307 m) en zone forestière. Ce lac est alimenté par la décharge (venant du nord-est) du lac Fournier, et la décharge (venant de l’ouest) d’un lac non identifié. Cette source est située à :
- 4,5 km à l’est de la route 175 ;
- 6,0 km au sud-est de la confluence de la rivière Simoncouche et du lac Kénogami ;
- 9,4 km au sud-ouest du village de Laterrière ;
- 6,9 km au sud-ouest de la confluence du bras de Jacob et de rivière du Moulin ;
- 5,9 km au sud-est du barrage de Portage-des-Roches, érigé à la tête de la rivière Chicoutimi ;
- 24,1 km au sud de la confluence de la rivière du Moulin et de la rivière Saguenay dans le secteur Chicoutimi de la ville de Saguenay[3].

À partir de sa source, le bras de Jacob coule sur 9,0 km avec une dénivellation de 87 m entièrement en zone forestière, selon les segments suivants :
- 5,0 km vers l’est en recueillant la décharge (venant du sud) du lac Cami, puis en formant deux courbes vers le sud, jusqu'à un coude de rivière, correspondant à la décharge (venant de l’est) du lac Desgagné ;
- 1,6 km vers le sud-est, en recueillant une décharge (venant du sud-est) d’un petit lac, puis en courbant vers l’est, jusqu'au bras Henriette (venant du sud-ouest) ;
- 2,4 km vers le nord-est courbant vers l’est, jusqu'à son embouchure[3].

Le bras de Jacob se déverse sur la rive ouest de rivière du Moulin. Cette confluence est située à :
- 2,2 km à l’est du lac Desgagné ;
- 8,2 km à l’ouest du cours de la rivière à Mars ;
- 10,7 km au nord-est du lac Simoncouche ;
- 12,0 km au sud-est du barrage de Portage-des-Roches à la tête de la rivière Chicoutimi ;
- 22,8 km au sud-ouest de la confluence de la rivière du Moulin et de la rivière Saguenay ;
- 21,9 km au sud-est du centre-ville de Saguenay[3].

À partir de l’embouchure du bras de Jacob, le courant suit successivement le cours de la rivière du Moulin sur 37,6 km vers le nord, puis le cours de la rivière Saguenay sur 126,1 km vers l’est jusqu’à Tadoussac où il conflue avec l’estuaire du Saint-Laurent.

## Toponymie
Le toponyme « bras de Jacob » a été officialisé le 5 décembre 1968 à la Banque des noms de lieux de la Commission de toponymie du Québec.